# Gabriel Dupuy
Gabriel Dupuy, né en 1941, est un universitaire français. Il est connu pour ses travaux portant sur les réseaux de transport et de communication, en relation avec l’urbanisme et l’aménagement du territoire.

## Biographie
Gabriel Dupuy est ingénieur de l’École centrale Paris (1965), docteur-ingénieur ès sciences (1967) et docteur d'État ès lettres et sciences humaines (1977).
Il commence sa carrière comme ingénieur au Centre d’études et de recherche sur l’aménagement urbain puis au Bureau d’études techniques pour l’urbanisme et l’équipement (groupe de la Caisse des dépôts et consignations) (1968-1973).
Il se tourne ensuite vers l’Université. Il est d’abord assistant, maître de conférences puis professeur à l’Institut d’urbanisme de Paris (Université de Paris XII) (1973-1992) qu’il dirige de 1976 à 1980.
Il exerce ensuite la fonction de Directeur des Études à l’École nationale des ponts et chaussées (1980- 1985) et continue d’y enseigner jusqu’en 2011.
Professeur à l’Université de Paris X (1992-2001), il est également Directeur du Programme Interdisciplinaires de Recherche sur les Villes au CNRS (1992-1998) et préside la section aménagement-urbanisme du Conseil national des universités (1999-2003).
En 2001, il rejoint l’université de Paris 1 Panthéon-Sorbonne où il dirige le Centre de Recherche sur l’Industrie et l’Aménagement (CRIA), rattaché à l’UMR Géographie-Cités (2002-2011). Il est nommé professeur émérite en 2011.
Depuis juin 2007, Gabriel Dupuy est délégué scientifique de l’Agence d’évaluation de la recherche et de l’enseignement supérieur (AERES), chargé de la géographie, de l’aménagement, de l’architecture, de l’anthropologie et de l’ethnologie.
En 2012, il devient Président du Club Historique d'Andrésy (Yvelines), puis, en 2012, Président honoraire.

## Distinctions
- Doctor honoris causa de l'Université de Montréal (Canada, 2012)
- Prix Abel Wolman de l’American Historical Society of Public Works (États-Unis, 1989)
- Prix Jean-Jacques Berger de l’Académie des sciences (France, 1984)

## Apports scientifiques

### Jeux urbains
Gabriel Dupuy s’intéresse, dans les années 1965-1975, au renouvellement de la planification et de la programmation urbaine à travers les modèles de « jeux urbains » (comme CLUG – Cornell Land Use Game ou Apex – Air Pollution Exercise). Il s’agit d’exercices simulant certains aspects de la ville ou de son fonctionnement.
S’inscrivant à la suite des travaux de Martin Heidegger, de Jürgen Habermas, de Jacques Ellul, il propose une critique des jeux de simulation et des modèles de trafic qu’il applique aux cas américain et soviétique. Ces travaux sont réalisés au sein du Centre d’études et de recherche sur l’aménagement urbain dirigé par Georges Mercadal. Il collabore alors avec l’économiste Rémy Prud’homme, l’anthropologue Louis-Vincent Thomas et le sociologue Manuel Castells.
Parallèlement, il publie avec le démographe Jean-Marie Poursin une étude sur Malthus (1972), dans un contexte de développement économique des pays riches et d’explosion démographique des pays du Sud.

### Urbanisme des réseaux

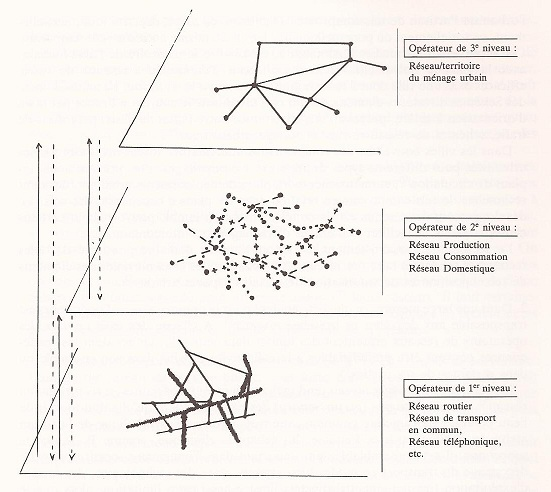
Schéma des trois couches de réseaux publié dans lUrbanisme des réseaux (1991).

De 1975 au début des années 1990, Gabriel Dupuy approfondit sa réflexion sur l’urbain en s’intéressant aux relations entre ville et réseaux techniques. Le réseau technique est défini comme l’ensemble de lignes, de conduites, desservant une même zone géographique et géré par un même opérateur. Se référant aux travaux de Joel Tarr et de Claude Raffestin, il propose le concept d’urbanisme des réseaux : l'organisation territoriale, rendue possible par les réseaux, procure de multiples possibilités de connexion qu'il faut savoir utiliser au mieux pour favoriser la vie urbaine.
En 1991 il propose le terme de « rétistique » -au sens de science des réseaux- pour développer une vision réticulaire de l'espace et son aménagement. Cette « pensée-réseau » met en avant l'idée du réseau «comme concept et non comme objet» rendant compte d'une nouvelle organisation de l'espace loin d'être surfacique et statique, mais plutôt interconnectée et interdépendante.
Il étudie les relations entre ville et réseaux techniques à Buenos Aires, en France (en s'inspirant de la « Ville heureuse » de Jacques Riboud) et aux États-Unis. Il redécouvre avec Albert Serratosa (es) et Françoise Choay les travaux d’Ildefons Cerdà, pionnier de l’urbanisme des réseaux, la « Cité linéaire » d'Arturo Soria y Mata et l'œuvre d’Eugène Belgrand.
Il travaille sur ces questions avec Joel Tarr et Claude Raffestin, mais aussi avec Robert Fishmann, Bernard Lepetit, Nicolas Curien, Olivier Coutard, Jean-Marc Offner, André Guillerme et Georges Amar. En 1990, il fonde la revue scientifique Flux.
En 2014, le séminaire Bienvenuë a réuni dix-sept de ses anciens doctorants aujourd'hui engagés dans des institutions académiques françaises et étrangères. Ce séminaire a permis de souligner l'importance de la thématique « réseaux et territoires » amorcé par Gabriel Dupuy dans les années 1970 et toujours d'actualité. Comme l'indique la synthèse du séminaire, « le réseau a désormais trouvé sa place dans l’urbanisme et dans l’aménagement. Mais la conception des réseaux a changé et change encore. D’un concept défini par une construction technico-économique on est passé à une notion plus large en phase avec les évolutions territoriales et sociétales ».

### Dépendance automobile
Depuis 1990, Gabriel Dupuy poursuit son travail sur les réseaux, en étudiant en particulier le secteur des transports. Si ses travaux portent principalement sur l’automobile, il s’intéresse également aux transports urbains (métro, RER) et plus récemment à la grande vitesse ferroviaire.
À partir des travaux de S. D Nutley (1985), de Peter Hall (1988), de Peter Newman (en) et Jeffrey Kenworthy (1991), de Phil Goodwin (1995) et également de Wolfgang Sachs (1992) et de James Howard Kunstler (1993), il met à jour le concept de dépendance automobile.
L’automobiliste bénéficie d’effets de club et de réseaux qui accentuent fortement son avantage au fur et à mesure que croît la taille du système automobile. Les territoires se reconfigurent pour la circulation et l’accès automobile. Les villes s’étalent, les activités, équipements et services se relocalisent de manière à être plus accessibles (en voiture). Pour le non-automobiliste, c’est l’effet contraire. Il est de plus en plus handicapé par les distances à parcourir, la dégradation des services de transport collectif, de telle sorte que son accessibilité se détériore. Le non-automobiliste cherche à devenir lui-même automobiliste (obtention du permis de conduire, achat du véhicule, circulation). S’enclenche alors un processus cumulatif, la dépendance. La taille du système automobile s’accroît, ce qui renforce l’avantage des automobilistes sur les non-automobilistes, qui cherchent encore plus à devenir automobilistes, et ainsi de suite. C’est la spirale de la dépendance automobile.
Des comparaisons internationales entre les États-Unis, la France mais aussi le Japon, le Mexique, etc. lui permettent d’affiner son analyse sur la dépendance automobile. Il recourt également à des études de cas « cliniques » portant sur des terrains particuliers comme le périurbain lointain à Chaumont-en-Vexin. À partir de ces travaux, il montre comment des « territoires de l’automobile » se sont mis en place, c’est-à-dire comment l’espace a été reconfiguré de manière à rendre l’usage de la voiture aisé et généralisable. La voiture est devenue indispensable à la vie dans les territoires que les automobilistes ont peu à peu redessinés.
L’automobile électrique, voire autonome, est aujourd’hui susceptible de rebattre les cartes de la dépendance automobile telle que G. Dupuy l’a étudiée dans les années 1990 ; ce qui pourrait signifier, à plus ou moins long terme, la fin des « territoires de l’automobile ».

### De la fracture à la dépendance numérique
Au début des années 2000, Gabriel Dupuy complète son travail d’analyse sur les réseaux techniques, en s’intéressant, cette fois, aux nouvelles technologies de l’information et de la communication (NTIC). Il reprend une réflexion sur le téléphone amorcée dès les années 1980 et l’étend à l’analyse d’Internet.
À partir de monographies sur Saint-Pierre-et-Miquelon, Reykjavik et l’Islande et le Bassin parisien, il s’interroge sur la couverture universelle de ce réseau. Il fait alors appel au concept de fracture numérique. Le développement des réseaux d’information et de communication ne profite pas à tous de la même façon. Cette disparité est dénommée « fracture numérique » ou « fossé numérique », termes qui s’efforcent de traduire l’expression anglaise de digital divide. Se crée ainsi une fracture entre ceux qui s’approprient les dernières technologies et ceux qui ne le font pas.
La généralisation du téléphone mobile a engendré une dépendance du même type que la dépendance automobile. Comme pour l’automobile, la diffusion du smartphone s’est accompagnée de la mise en place d’un système comprenant de multiples services. Le smartphone étant beaucoup moins coûteux que la voiture, la dépendance s’est établie plus rapidement. S’il existe des dénonciations de la dépendance numérique ciblées sur certaines catégories d’usagers (les hackers, les jeunes enfants, les addicts, les gourous…) ou sur son accès (la fracture numérique), il n’y a pas de dénonciation systématique de la dépendance numérique, contrairement à la dépendance automobile, qui l’a été dès les années 1960 (Alfred Sauvy, 1968) et jusqu’à aujourd’hui. L’une des principales raisons de cette différence tiendrait à l’échelle de déploiement. Le dispositif qui avait alimenté la dépendance automobile était d’abord national, alors que les ressorts de la dépendance numérique ont dépassé les frontières nationales, entraînant une généralisation rapide du phénomène. 

### Enfer des réseaux
Dès 2010, il s’interroge sur ce qu’il appelle « l’enfer des réseaux ». Le principe des réseaux est de s’étendre partout et à tout le monde, selon le modèle standard de la courbe en S. La courbe en S représente une tendance à une desserte universelle par les réseaux. Certains espaces, certaines populations connaissent un retard de desserte mais ce retard est théoriquement rattrapable. Or, l'utopie du réseau universel et ubiquitaire est désormais mise à l'épreuve des fractures et des dépendances dans un contexte de tensions sociales, économiques et environnementales. Partant de l’étude des réseaux dans les grandes métropoles (Barcelone, Milan, Paris, Pékin, etc.), il discute les travaux de Stephen Graham et Simon Marvin (2001) et d’Olivier Coutard (2008).
Parallèlement, il s’intéresse à l’influence de l’environnement urbain sur l’obésité, dans un contexte de prise en compte de cet enjeu de santé publique. Il se réfère en particulier à l'approche de James Howard Kunstler (1993) pour identifier les « espaces de l’obésité ».

### Interdisciplinarité naïve
Dans une étude récente sur l’interdisciplinarité naïve (ainsi nommée par Edgar Morin), Gabriel Dupuy met en scène des spécialistes d’une discipline (ou d’un domaine) et des « naïfs » de disciplines éloignées. En un demi-siècle des avancées très significatives ont été enregistrées dans le domaine de la géométrie des réseaux ferrés urbains grâce à la théorie des graphes (travaux de Claude Berge dans les années 1960), aux fractales (travaux de Benoît Mandelbrot dans les années 1990), au modèle d’attachement préférentiel (Albert-László Barabási dans les années 2000) et plus récemment à la dynamique amiboïde (2010).
Ces avancées, venues de « naïfs », physiciens ou biologistes, ont renouvelé l’approche principalement géographique des spécialistes des réseaux ferrés urbains. En même temps, leur appropriation ultérieure par ces spécialistes s’avère difficile. G. Dupuy s’intéresse aux conditions favorisant le transfert applicatif des avancées de l’interdisciplinarité naïve, appliqué au cas des réseaux ferrés urbains. Plus généralement, il étudie les formes d'interdisciplinarité appliquées à la ville et à l'urbain. Il en évalue les résultats et en tire les conclusions pour l'urbanisme, l'aménagement et les transports.

### Fractales et urbanisme
Parmi ces formes d’interdisciplinarité appliquées à l’étude de l’urbain, G. Dupuy a développé un intérêt particulier pour les fractales (Mandelbrot, 1983). Ces objets mathématiques présentent une structure similaire à toutes les échelles. Remettant en cause l’approche euclidienne, ils constituent une avancée théorique majeure dans de nombreuses disciplines. 
Les progrès de l’informatique et de l’algorithmique ont fait des fractales un outil à la portée d’une profession : après les physiciens, urbanistes et architectes s’en sont saisi, à l’instar des travaux de P. Frankhauser sur le découpage de la ville. En architecture, en France du moins, l’apport des fractales se limite à une approche esthétique. G. Dupuy s’intéresse à la reconnaissance des obstacles à l’introduction des fractales dans ces domaines et aux conditions qui permettent d’y susciter l’adhésion.

## Articles et ouvrages de référence
Au sujet des jeux urbains :
- 1972, « Les jeux urbains », L’Actualité économique, vol. 48, no 1, 1972, p. 85-110.
- 1975, Une technique de planification au service de l’automobile : les modèles de trafic urbain, Paris, Publications de Recherches Urbaines.
- 1992, L'informatisation des villes ; Que sais-je ? ; 2701 . Ed : PUF, 127 p. Paru en 11/1992 (résumé)

Au sujet de l’urbanisme des réseaux :
- 1982, Assainir la ville, hier et aujourd'hui (avec G. Knaebel), Dunod.
- 1985, Systèmes, réseaux et territoires, Presses de l'École nationale des ponts et chaussées.
- 1988, Technology and the rise of the networked city in Europe and America (avec J. Tarr), Temple University Press.
- 1991, L'urbanisme des réseaux, théories et méthodes, Armand Colin.
- 2008, Urban Networks- Network Urbanism (red. et introd. J. van Schaick et I.T. Klaasen), Techne Press.

Au sujet de la dépendance automobile :
- 1995, L'auto et la ville, Flammarion, coll. « Dominos ».
- 1995, Les territoires de l'automobile, Anthropos-Economica.
- 1999, La dépendance automobile, symptômes, analyses, diagnostic, traitements, Anthropos-Economica
- 2002, « La pauvreté périurbaine : dépendance locale ou dépendance automobile ? » (avec O. Coutard et S. Fol), Espaces et Sociétés, no 108-109, p. 155-176.
- 2011, Towards Sustainable Transport: The Challenge of Car Dependence, John Libbey.
- 2020, « Voiture autonome : la fin des territoires de l’automobile ? », Flux, vol. 1-2, n°119-120, p. 185-191.

Au sujet de la dépendance numérique :
- 2002, Internet, géographie d'un réseau, Ellipses.
- 2005, « Réseaux et frontière : le résistible développement des NTIC à Saint-Pierre et Miquelon », Annales de géographie, vol. 114, no 645, p. 531-549.
- 2007, La fracture numérique, Ellipses.
- 2021, "Foreword" in Sajous, P., and Gentelle, C. (ed.), Complex Systems, Smart Territories and Mobility, Springer, p. v-viii.

Au sujet de l’enfer des réseaux :
- 2011, « Fracture et dépendance : l'enfer des réseaux ? », Flux, vol. 1, no 83, p. 6-23.

Au sujet de l'interdisciplinarité naïve :
- 2013, "Network geometry and the urban railway system: the potential benefits to geographers of harnessing inputs from 'naive' outsiders", Journal of Transport Geography, vol. 33, p. 85-94.
- 2015, « Sciences urbaines : interdisciplinarités passive, naïve, transitive, offensive » (avec L. G. Benguigui), Métropoles, n° 16, mis en ligne le 12 juin 2015.

Au sujet des fractales et de l'urbanisme :
- 2017, Villes, Réseaux et Transport. Le défi fractal, (sous la dir. de G. Dupuy), Economica.
- 2021, « Aménagement urbain : L’avenir des fractales », Cybergeo conversation, mis en ligne le 26 avril 2021.
- 2022, « Les fractales pour l’architecture et l’urbanisme », The Conversation, mis en ligne le 22 février 2022.